# Чемпионат СССР по хоккею с шайбой 1949/1950 (составы)
Составы команд, участвовавших в чемпионате СССР по хоккею с шайбой 1949/50.

## 1. ЦДКА
- вр Афанасьев, Борис Иванович
- вр Мкртычан, Григорий Мкртычевич
- защ Никаноров, Владимир Николаевич (к)
- защ Сологубов, Николай Михайлович
- защ Старовойтов, Андрей Васильевич
- защ Уколов, Дмитрий Матвеевич
- нап Бабич, Евгений Макарович
- нап Бекяшев, Беляй Абдуллович
- нап Брунов, Владимир Васильевич
- нап Васильев, Анатолий Николаевич
- нап Гащенков, Михаил Фёдорович
- нап Елизаров, Владимир Николаевич
- нап Комаров, Александр Георгиевич
- нап Курбатов, Игорь
- нап Меньшиков, Владимир Александрович
- нап Орехов, Михаил Иванович
- нап Тарасов, Анатолий Владимирович
- Старший тренер: Анатолий Тарасов

## 2. «Динамо» Москва
- вр Лиив, Карл Карлович
- вр Ставровский, Виктор Фёдорович
- защ Комаров, Василий Иванович
- защ Леонов, Револьд Александрович
- защ Толмачёв, Олег Васильевич
- нап Климович, Виктор Порфирьевич
- нап Медведев, Николай Сергеевич
- нап Молотков, Анатолий Александрович
- нап Павлов, Георгий Иванович
- нап Петелин, Борис Алексеевич
- нап Поставнин, Николай Васильевич
- нап Трофимов, Василий Дмитриевич (к)
- нап Уваров, Александр Николаевич
- Старший тренер: Аркадий Чернышёв

## 3. «Крылья Советов»
- вр Запрягаев, Борис Леонидович
- вр Чепыжев, Василий Ермилович
- защ Горшков, Игорь Васильевич
- защ Егоров, Владимир Кузьмич
- защ Кострюков, Анатолий Михайлович
- защ Кучевский, Альфред Иосифович
- нап Гурышев, Алексей Михайлович
- нап Захаров, Валентин Алексеевич
- нап Котов, Пётр Георгиевич
- нап Митин, Сергей Андреевич
- нап Пантюхов, Юрий Борисович
- нап Паршин, Николай Михайлович
- нап Степанов, Леонид Николаевич (II)
- Старший тренер: Владимир Егоров

## 4. ВВС МВО
- вр Исаев, Николай Семенович
- вр Меллупс, Харий Артурович
- вр Пучков, Николай Георгиевич
- вр Тропин, Борис
- защ Бочарников, Борис Михайлович
- защ Виноградов, Александр Николаевич (к)
- защ Воронин, Евгений Николаевич
- защ Жибуртович, Павел Николаевич
- защ Тихонов, Виктор Васильевич
- защ Чаплинский, Андрей Михайлович
- защ Шульманис, Роберт Вилисович
- нап Архипов, Анатолий Семёнович
- нап Афонькин, Александр Николаевич
- нап Бабич, Евгений Макарович
- нап Бобров, Всеволод Михайлович
- нап Володин, Василий Михайлович
- нап Жибуртович, Юрий Николаевич
- нап Зикмунд, Зденек Альбертович
- нап Моисеев, Александр Петрович
- нап Новиков, Иван Захарович
- нап Рогов, Евгений Александрович
- нап Стриганов, Александр Гаврилович
- нап Тарасов, Юрий Владимирович
- нап Шувалов, Виктор Григорьевич
- Старший тренер: Матвей Гольдин, Павел Коротков (с января)

## 5. «Спартак» Москва
- вр Климанов, Евгений Прокофьевич
- вр Петров, Дмитрий Петрович
- защ Жибуртович, Лев Николаевич
- защ Нилов, Николай Владимирович
- защ Сеглин, Анатолий Владимирович
- защ Седов, Борис Николаевич
- защ Соколов, Борис Павлович (к)
- нап Артемьев, Виталий Сергеевич
- нап Баурис, Элмар Альфредович
- нап Ганусаускас, Зенонас Аполинарович
- нап Егоров, Анатолий Александрович
- нап Нетто, Игорь Александрович
- нап Никифоров, Виктор Васильевич
- нап Николаев, Василий
- нап Николаев, Юрий Никанорович
- нап Новожилов, Владимир Константинович
- нап Руднев, Владимир Сергеевич
- Старший тренер: Александр Игумнов

## 6. «Даугава»
- вр Бриедис, Владимир
- вр Петерсонс, Август
- защ Витолиньш, Харий Юрьевич (к)
- защ Кестерис, Николайс
- защ Никлас, Арвидс
- нап Браунс, Арнольд Индрихович
- нап Егерс, Альфонс Фрицевич
- нап Зильпаушс, Лаймонис
- нап Клавс, Эдгарс Валдемарович
- нап Ронис, Карлис
- нап Страупе, Георг
- нап Шульманис, Вальдемар Вилисович
- Старший тренер: Эдгарс Клавс

## 7. «Большевик» Ленинград
- вр Тоидзе, Юрий Александрович
- вр Янковский, Михаил Павлович
- защ Быков, Владимир Андреевич
- защ Волков, Евгений Николаевич
- защ Калинин, Борис Николаевич
- защ Копчёнов, Константин Логинович
- защ Лапин, Виктор Иванович
- защ Шелешнев, Порфирий Михайлович
- нап Быстров, Валентин Александрович
- нап Кучинский, Александр Александрович
- нап Лапин, Франц Иванович
- нап Мошков, Николай
- нап Соколов, Евгений
- нап Субботин, Борис Владимирович
- нап Субботин, Евгений Владимирович
- Старший тренер: Иван Таланов

## 8. «Динамо» Свердловск
- вр Андреев, Борис Андреевич
- вр Кузнецов, Вадим Михайлович
- вр Писарев, Юрий Павлович
- защ Жуков, Алексей Михайлович
- защ Машанов, Борис Васильевич
- защ Петров, Вениамин Петрович
- защ Петров, Пётр Фёдорович
- защ Соколов, Борис Николаевич
- нап Базанов, Игорь Яковлевич
- нап Коротков, Александр Иванович (к)
- нап Мишин, Лев Павлович
- нап Морозов, Александр Андреевич
- нап Орлов, Алексей
- нап Русаков, Андрей Николаевич
- нап Рыжков, Дмитрий Васильевич
- нап Степанов, Леонид Николаевич (I)
- нап Ульянов, Василий Андреевич
- нап Уфимцев, Сергей Васильевич
- Старший тренер: Георгий Фирсов

## 9. «Динамо» Таллин
- вр Пиипер, Эндель
- вр Халлап, Хелдур
- защ Ряммаль, Олев Давидович (к)
- защ Сахрис, Харри Харальдович
- защ Юргенс, Эдгар Эдуардович
- нап Ильвес, Эдгар Хугович
- нап Мельдер, Эльмар Аугустович
- нап Палу, Альфред-Джеймс
- нап Пыллу, Уно Эдуардович
- нап Раудсепп, Юлиус Яанович
- нап Ряммаль, Лембит Давидович
- нап Сепп, Лембит Эдуардович
- Старший тренер: Эльмар Саар

## 10. «Дзержинец» Челябинск
- вр Мильцер, Анатолий Иванович
- вр Ребянский, Борис Кириллович
- защ Алексушин, Николай Семёнович
- защ Васильев, Виктор Николаевич
- защ Захватов, Сергей Иванович
- защ Семёнов, Борис Иванович
- защ Штырков, Владимир Иванович
- нап Ахманаев, Николай Иванович
- нап Женишек, Георгий Владимирович (к)
- нап Зайцев, Михаил Герасимович
- нап Захаров, Николай Иванович
- нап Каравдин, Владимир Петрович
- нап Комаров, Александр
- нап Сорокин, Олег Михайлович
- нап Тепляков, Юрий
- нап Черненко, Петр Давыдович
- Старший тренер: Виктор Васильев

## 11. «Динамо» Ленинград
- вр Башкиров, Владимир
- вр Забелин, Павел Александрович
- вр Казаков, Виктор Иванович
- защ Иванов, Пётр Алексеевич
- защ Фёдоров, Валентин Васильевич
- защ Шавыкин, Георгий Иванович
- нап Викторов, Анатолий Семёнович
- нап Графов, Анатолий
- нап Лотков, Василий Михайлович
- нап Смолин, Александр Александрович
- нап Соколов, Альберт Иванович
- нап Стариков, Евгений Николаевич
- нап Фёдоров, Василий Петрович
- нап Фёдоров, Дмитрий Васильевич
- Старший тренер: Валентин Фёдоров

## 12. «Локомотив»
- вр Грачёв, Николай
- вр Озеров, Б.
- вр Ходынский, Виктор Сергеевич
- защ Астапов, Леонид Васильевич
- защ Лобанов, Александр
- защ Рогов, Евгений Александрович
- защ Сысоев, Борис Иванович
- нап Зайцев, Василий Петрович
- нап Новокрещёнов, Александр Никифорович (к)
- нап Пономарев, А.
- нап Прокофьев, В.
- нап Тимошин, С.
- нап Цырулев, Алексей Иванович
- нап Эпштейн, Николай Семёнович
- Старший тренер: Александр Новокрещёнов